# Àngelus
|  | Per a altres significats, vegeu «L'Àngelus». |

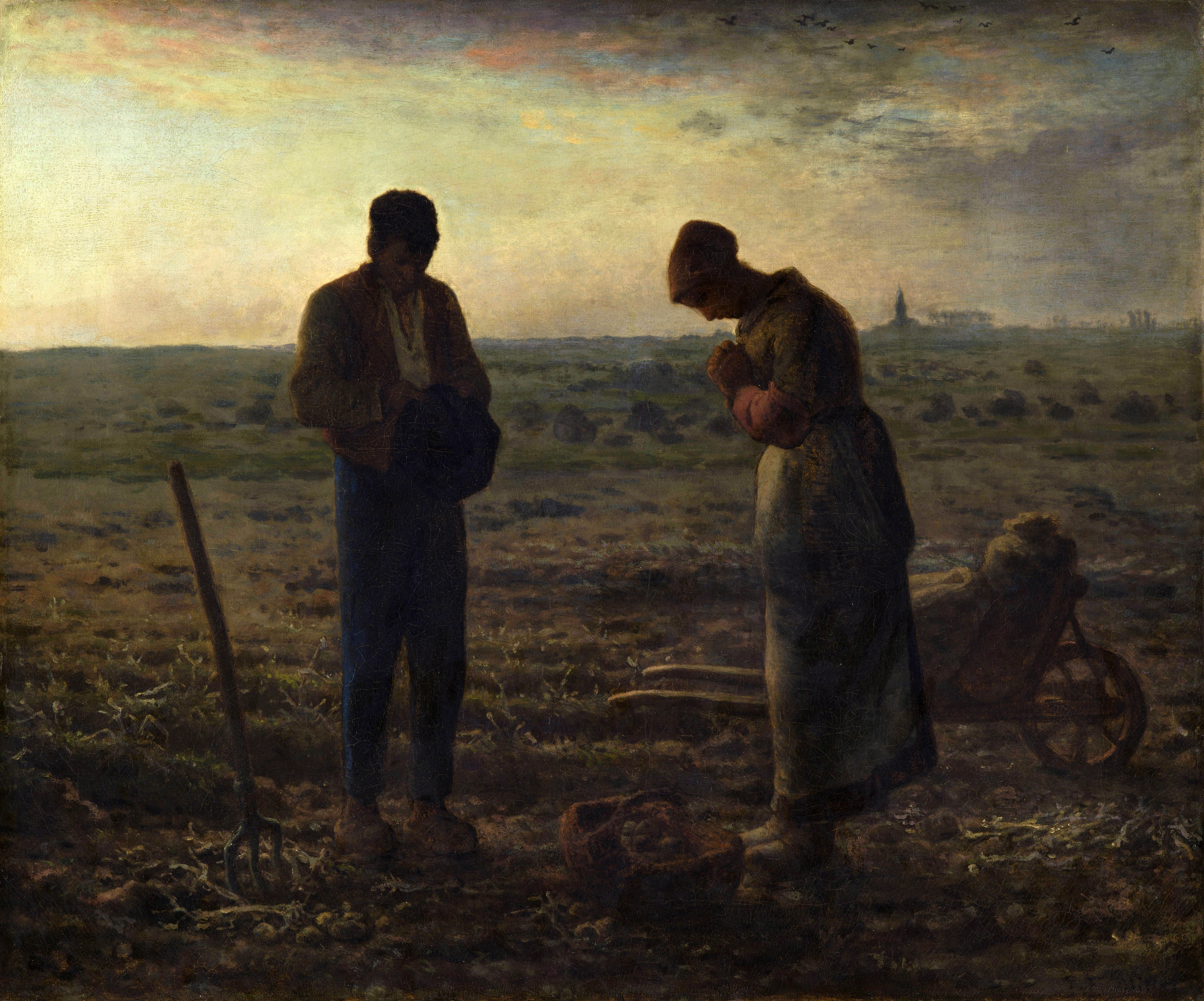
L'Àngelus (1857–59) de Jean-François Millet

L'àngelus és una devoció catòlica mariana en record de l'Anunciació i l'Encarnació del Verb. Pren el seu nom de les seves primeres paraules en la versió llatina, Angelus Domini nuntiavit Mariae. Consta de tres textos que resumeixen el misteri. Es reciten alternant un verset i la resposta. Entre cadascun dels tres textos es recita l'avemaria. És una pregària diària en l'Església Catòlica.
La redacció de l'àngelus és atribuïda per alguns al Papa Urbà II i per altres al Papa Joan XXII. El costum que hi ha de recitar tres vegades al dia se li atribueix al rei francès Lluís XI, que el 1472 va ordenar que fos recitat tres vegades al dia.
Al moment de resar l'àngelus se l'anomena també «l'hora de l'avemaria». La festa de l'Encarnació se celebra el 25 de març, nou mesos abans de Nadal. Durant el temps pasqual, en lloc de l'àngelus, es diu el Regina Coeli.

## Versió llatina
V/. Angelus Domini nuntiavit Mariæ,
R/. Et concepit de Spiritu Sancto.
Ave Maria, gratia plena, Dominus tecum. Benedicta tu in mulieribus, et benedictus fructus ventris tui, Jesus.
Sancta Maria, Mater Dei, ora pro nobis peccatoribus, nunc et in hora mortis nostræ. Amen.
V/. "Ecce Ancilla Domini."
R/. "Fiat mihi secundum Verbum tuum."
Ave Maria, gratia plena, Dominus tecum. Benedicta tu in mulieribus, et benedictus fructus ventris tui, Jesus.
Sancta Maria, Mater Dei, ora pro nobis peccatoribus, nunc et in hora mortis nostræ. Amen.
V/. Et Verbum caro factum est.
R/. Et habitavit in nobis.
Ave Maria, gratia plena, Dominus tecum. Benedicta tu in mulieribus, et benedictus fructus ventris tui, Jesus.
Sancta Maria, Mater Dei, ora pro nobis peccatoribus, nunc et in hora mortis nostræ. Amen.
V/. Ora pro nobis, Sancta Dei Genetrix.
R/. Ut digni efficiamur promissionibus Christi.
Oremus: Gratiam tuam quæsumus, Domine, mentibus nostris infunde; ut qui, angelo nuntiante, Christi Filii tui Incarnationem cognovimus, per passionem eius et crucem, ad resurrectionis gloriam perducamur.
Per eumdem Christum Dominum nostrum. Amen.

## Versió catalana
V/. L'àngel del Senyor anuncià a Maria,
R/. I concebé per obra i gràcia de l'Esperit Sant.
Déu vos salve, Maria, plena de gràcia, el Senyor és amb vós, beneïda sou vós entre totes les dones i beneït és el fruit del vostre ventre, Jesús.
Santa Maria, Mare de Déu, pregueu per nosaltres pecadors, ara i en l'hora de la nostra mort. Amén.
V/. Sóc l'esclava del Senyor.
R/. Faci's en mi les teves paraules.
Déu vos salve, Maria, plena de gràcia, el Senyor és amb vós, beneïda sou vós entre totes les dones i beneït és el fruit del vostre ventre, Jesús.
Santa Maria, Mare de Déu, pregueu per nosaltres pecadors, ara i en l'hora de la nostra mort. Amén.
V/. I el Verb de Déu es feu home.
R/. I habità entre nosaltres.
Déu vos salve, Maria, plena de gràcia, el Senyor és amb vós, beneïda sou vós entre totes les dones i beneït és el fruit del vostre ventre, Jesús.
Santa Maria, Mare de Déu, pregueu per nosaltres pecadors, ara i en l'hora de la nostra mort. Amén.
Glòria a Déu a dalt del cel,
i a la terra pau als homes que estima el Senyor.
Us lloem. Us beneïm.
Us adorem. Us glorifiquem.
Us donem gràcies per la vostra immensa glòria,
Senyor Déu, Rei celestial,
Déu Pare omnipotent,
Senyor, Fill unigènit, Jesucrist,
Senyor Déu, Anyell de Déu, Fill del Pare,
vós, que lleveu el pecat del món,
tingueu pietat de nosaltres;
vós, que lleveu el pecat del món,
acolliu la nostra súplica;
vós, que seieu a la dreta del pare,
tingueu pietat de nosaltres,
perquè vós sou l'únic Sant,
vós l'únic Senyor,
vós l'únic Altíssim, Jesucrist,
amb l'Esperit Sant,
en la glòria de Déu Pare.
Amén. (repetir 3 vegades) 
V/. Pregueu per nosaltres, santa Mare de Déu.
R/. Perquè siguem dignes de les promeses de Nostre Senyor Jesucrist.
Preguem:, Et supliquem, Senyor, que vessis la teva gràcia en les nostres ànimes, perquè els que hem cregut, per l'anunci de l'àngel, l'Encarnació del vostre Fill Nostre Senyor Jesucrist, siguem portats pels mèrits de la seva Passió i la seva Creu a la glòria de la seva Resurrecció. Per Jesucrist Senyor nostre. Amén.
o bé:
Vessa, Senyor, la teva gràcia en els nostres cors perquè, els que hem cregut per l'anunci de l'àngel l'Encarnació del vostre Fill Jesucrist, per la seva Passió i la seva Mort, arribem a la glòria de la Resurrecció. Per Crist Senyor nostre. Amén.
+ 3 glòries.